# UFC 189
UFC 189：门德斯对麦格雷戈（UFC 189: Mendes vs. McGregor）是终极格斗冠军赛（UFC）主办的一场综合格斗赛事，于2015年7月11日在美国内华达州拉斯维加斯的米高梅大花园体育馆举行。

## 结果
1. ↑  UFC羽量级临时冠军战
2. ↑  UFC沉量级冠军战